# Маклаково (Вологодская область)
Маклако́во — деревня в Грязовецком районе Вологодской области России. Расположена на реке Лежа рядом с впадением в неё Еды.
Входит в состав Перцевского муниципального образования (с 1 января 2006 года по 9 апреля 2009 года входила во Фроловское муниципальное образование), с точки зрения административно-территориального деления — во Фроловский сельсовет.
Расстояние до районного центра Грязовца по автодороге — 41 км, до центра муниципального образования Слободы по прямой — 22 км. Ближайшие населённые пункты — Блазны, Становое, Становое.
По переписи 2002 года население — 12 человек.